# El elegido
El elegido (englischer Titel: The Chosen) ist ein spanisch-mexikanischer Film aus dem Jahr 2016, der die Planung und Ausführung der Ermordung Leo Trotzkis im mexikanischen Exil im August 1940 behandelt. Die Planung des Filmes dauerte fünf Jahre. Regisseur und Drehbuchautor ist Antonio Chavarrías. Die Hauptrollen spielen Hannah Murray, Alfonso Herrera, Julian Sands und Henry Goodman. Drehorte waren Mexiko-Stadt und Barcelona, Premiere hatte der Film am 2. September 2016 in Spanien. Die Gesamtkinoeinnahmen betrugen ungefähr 272.000 US-Dollar.

## Handlung
Der junge republikanische Offizier und spanischer Kommunist Ramón Mercader wird vom sowjetischen Spionagedienst 1937 in Spanien angeworben, um an einer streng geheimen Mission von Stalin teilzunehmen. Leo Trotzki, den Stalin für einen Verräter hält, soll ermordet werden. Ramón reist nach gründlicher Vorbereitung in Russland mit der falschen Identität – des wohlhabenden Belgiers Jacques Mornard – nach Paris. Dort lernt er Sylvia kennen, eine junge Frau, die an der von Trotzki initiierten Gründung der Vierten Internationale teilnimmt. Seine Liebe scheint jedoch aufrichtig zu sein, als sie sich 1940 in Mexiko wieder treffen. In diesem Land, in dem Sylvia für Trotzki arbeitet, der vom sowjetischen Regime verbannt wurde, sind seine Anweisungen klar. Jacques (Ramón), der jetzt für eine Tarnfirma arbeitet, begründet seine Reise damit, dass er Zuflucht vor dem Zweiten Weltkrieg sucht. Die schöne Sylvia wird zur persönlichen Sekretärin Trotzkis. Ohne Rücksicht auf die wahren Pläne ihres Geliebten öffnet Sylvia die Türen ihres Lebens und führt ihn auf sein tödliches Ziel. Nachdem bereits ein von anderen Attentätern ausgeführter Mordanschlag auf Trotzki fehlgeschlagen ist, gelingt es Mercader Trotzki mit einem Eispickel zu ermorden.

## Produktion
Produziert von den Produktionsfirmen Alebrije und Oberon Film unter Teilnahme von TVE und TVC sowie Unterstützung von ICAA ICEC, des Ibermedia Entwicklungs- und Medienprogramms.
Die Dreharbeiten zu diesem Thriller und Spionagefilm fanden an mehreren Standorten in Mexiko wie Coyoacan und Xochimilco sowie in der Stadt spanischen Stadt Barcelona in 8 Wochen Produktionszeit statt. In der katalanischen Hauptstadt wurden die Szenen des Spanischen Bürgerkrieges nachgebildet. Das Magazin Variety berichtete im April 2015 von der Aufnahme des Bandes.

## Kritik
David Walsh merkte an, dass der Drehbuchautor und Regisseur Antonio Chavarrías viel Rechercharbeitet für den Film geleistet habe, um die Hintergründe richtig darzustellen.